# Aeroport Internacional de Dubai-Al Maktum
L'Aeroport Internacional de Dubai-Al Maktum és un gran aeroport de categoria internacional prop de Jebel Ali, al sud-oest de la ciutat de Dubai, als Emirats Àrabs Units. Anteriorment era l'Aeroport Internacional de Jebel Ali i abans fou l'Aeroport de la ciutat de Jebel Ali. Es va estrenar per mercaderies el juny de 2010 i per a passatgers l'octubre de 2013. Quan s'acabaran les obres vers 2030 segons els plans, hauria de tenir una capacitat de 120 milions de passatgers i 12 milions de tones de càrrega.

## Referències

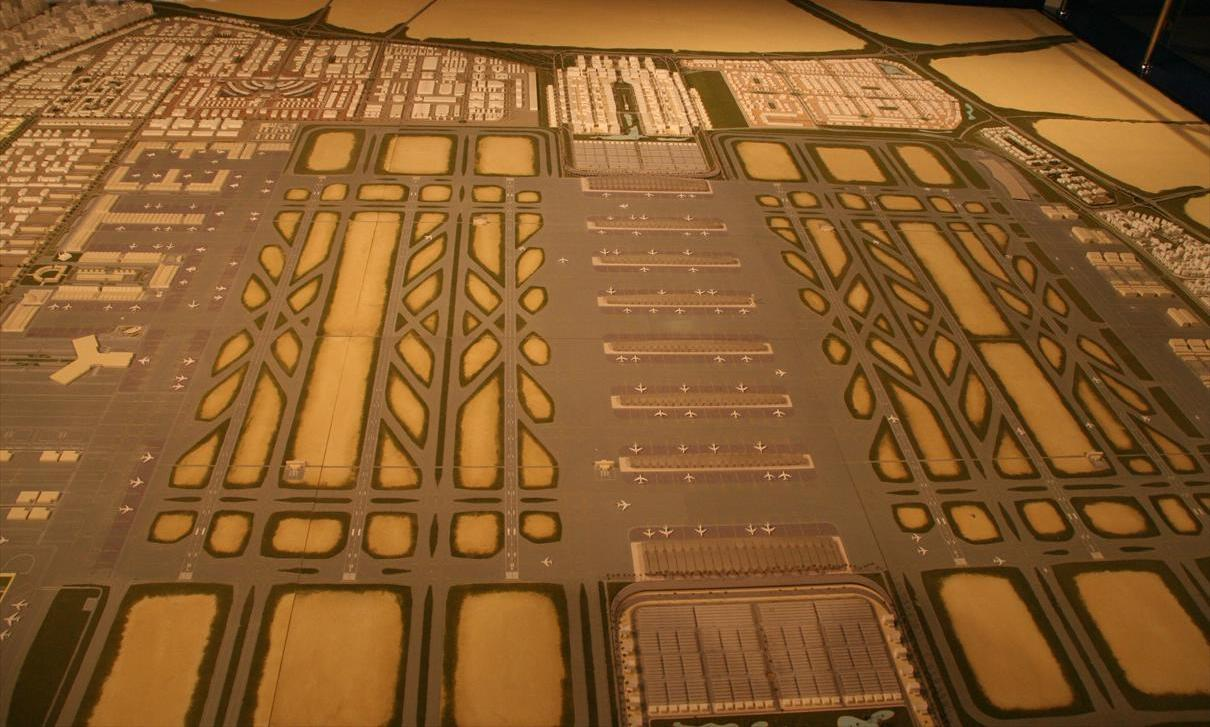
Aeroport Internacional de Dubai-Al Maktum